# الدراسة الاسكندفانية لدواء سيمفاستاتين وتأثيره على البقاء

لقد اعتبرت الدراسة الاسكندنافية لدواء سيمفاستاتين وأثره على البقاء (أو كما تعرف أيضا باسم الدراسة S4) دراسة عشوائية مزدوجة التعمية (دون معرفة المُعَالِج أو المُعَالَج طبيعة العقار) متعددة المراكز، كما وتضمنت الدراسة لتجربة عيادية مضبوطة لعقار ارضائي (تمويهي) ولا قيمة  صيدلانية له، ولقد قدمت هذه الدراسة البيانات الاوليه التي دعمت دواء سيمفاستاتين المستخدم في خفض الكوليسترول لدى الاشخاص الذين يعانون من ارتفاع الكوليسترول وامراض القلب التاجية أو الاكليلية (CHD)، والمصابين بنوبات قلبية وذبحات صدرية من قبل.
قامت شركة ميرك (ميرك آند كو) للصناعات الدوائية بتمويل الدراسة، وتضمنت الدراسة عينة مكونة من4444 شخص موزعين في 94 مركز في إسكندنافيا
| الدراسة الاسكندنافية لدواء سيمفاستاتين | الدراسة الاسكندنافية لدواء سيمفاستاتين |
| -------------------------------------- | -------------------------------------- |
| نوع المشروع                            | تجربة عيادية متعددة المراكز            |
| الدولة                                 | الدول الاسكندنافية                     |
| الإنجاز                                | 1990s                                  |
| التوثيق                                | 1990s                                  |
| الجهة الممولة                          | شركة ميرك آند كو                       |
| حالة الدراسة                           | مكتملة                                 |

قبل إجراء دراسة ال S4 ,  لم يكن مثبتا ان خفض نسبة الكوليسترول في الدم لدى الاشخاص المصابين بامراض القلب التاجية (CHD) قد يطيل في نسبة بقائهم.، ونتج عن الدراسة ان اللجوء للوقاية الثانوية باستخدام عقار سيمفاستاتين لمجموعات الاشخاص المصابين بامراض ض القلب التاجية (CHD) وخاصة الفئات الأكثر عرضة للخطورة منهم، قد قلل نسبة الوفيات فيما بينهم بمقدار 30%. تم نشر النتيجة السابقة في مجلة لانسيت (LANCET) عام 1994 , وقد اعتبرت هذه النتيجة كعلامة تاريخية فارقة.

## الهدف
جاءت دراسة ال S4 العشوائسة عديدة المراكز  و المزدوجة التعمية، والتي احتوت لعينة مكونة من 4444 شخص تم انتقائهم من بين 7027 شخص بعد ان تم اعطاء هؤلاء الأفراد مجموعة من النصائح والتعليمات الغذائية وتم الاشراف والمتابعة لهم بهذا الجانب.
حيث هدفت الدراسة إلى تقييم تأثير العقار المعروف باسم سيمفاستاتين المستخدم لخفض نسسبة الكوليسترول وقياس مدى أثره على نسبة الوفيات والاشخاص المرضى الذين لديهم سجل مرضي تاريخي من النوبات القلبية والذبحات الصدرية، بالإضافة إلى ذلك لديهم معدل معتدل من الارتفاع في نسبة الكلوسترول  يتراوح ما بين 5.5 إلى 8 ملي مول /لتر.
اما الهدف الثاني للدراسة فقد تجلى في التحقق من فاعلية عقار سيمفاستاتين في الحد والتقليل من امراض الشريان التاجي الرئيسية كمرض احتشاء عضلة القلب المميت وغير المميت، بالإضافة إلى الموت المفاجئ 

## تفاصيل الدراسة
تكونت عينة الدراسة من مجموعة من الأفراد المعرضين لخطر الموت بسبب أمراض القلب التاجية، والمعرضين لخطر الموت بالعموم. ولقد تم اختيار أفراد العينة من 94 مركز عيادي موزعين في كل من دولة فنلندا والنرويج والسويد وأيسلندا، وتمت عملية الاختيار للمشاركين في عام 1988 واستمرت لغاية عام 1989، ولقد تراوحت اعمار المشاركين في الدراسة بين 35 عام و 70 عام، بحيث يكون معدل الأعمار للمشتركين 59 عام. ولقد احتوت العينة البالغ عدد المشتركين فيها 4444 شخص على 3617 مشترك من الرجال و827 مشترك من النساء، ولقد تم تقسيم العينة إلى مجموعتين، الأولى تكونت من من 2223 شخص تم اختيارهم بشكل عشوائي واعطائهم العقار الوهمي (الارضائي)، بينما المجموعة الثانية تكونت من 2221 شخص وتم اعطائهم عقار سيمفاستاتين بمقدار 20-40 مغ بشكل يومي.
تم الاعداد والتخطيط للدراسة لمتابعة الأفراد المشاركين في الدراسة طوال فترة التطبيق والتي قدرت بأن تكون ثلاث سنوات على الأقل، أو حتى يصل معدل الوفيات الكلي إلى 440 حالة وفاة. وعند إجراء التجربة عمليا استمرت الدراسة لفترة زمنية وصلت ل 5.4 من السنوات.

## النتائج
بعد مرور 5.4 من السنوات على هذه الدراسة، وبعد إجراء مقارنة بين المجموعة التي تم اعطائها العقار الوهمي بالمجموعة التي تم اعطائها عقار سيمفاستاتين، أظهرت المجموعة الثانية (التي تناولت عقار سيمفاستاتين) انخفاضاً في كلسترول بروتين شحمي  (LDL-C) بنسبة 30%  كما وأظهرت هذه المجموعة انخفاضا في خطر مرض احتشاء عضلة القلب الغير مميت بنسبة وصلت إلى 37%, ولقد تم التحقق من ذلك اجرائيا في المستشفى.كما وقد اظهروا انخفاضاً في نسبة السكتات الدماغية وعائية المنشأ (السكتات والنوبة الاقفازية العابرة (TAT))بنسبة 28%.
ولمنع حالة وفاة واحدة سببها الامراض القلبية الناتجة عن ارتفاع الكوليسترول، نحتاج إلى علاج ثلاثين شخص باستخدام عقار سيمفاستاتين (الرقم المطلوب من الأفراد لتحقيق النسبة يقارب ال30)., كما ولم تحدث خلال التجربة حالات وفاة أخرى بسبب امراض غير قلبية إلا لأسباب كالسرطان والصدمة.
كما وكشفت التجربة عن فوائد أخرى للعقار لمرضى السكري وللنساء ولكبار السن.
إنَّ نتائج الدراسة الأولية حول متابعة العلاج باستخدلم عقار سيمفاستاتين تم نشرها في عام 2000 ., وبعد عشر سنوات من بدأ الدراسة تم نشر بحث يُعْنَى بمتابعة العلاج باستخدام عقار سيمفاستاتين في الرابع من شهر أب لعام 2004 , في مجلة لانسيت (LANCET) حيث جائت هذه الدراسة لتكشف عن ان حوالي 2221 شخص من اللذين استمروا بتناول عقار سيمفاستين، وجد بينهم انخفاض اضافي لعدد الوفيات بسبب امراض القلب الاكليلية (CHD) وذلك عند مقارنة نتائجهم بنتائج الاشخاص الذين انتقلو من تناول العقار الوهمي إلى البدأ بتناول عقار ستاتين. ، وتمت تلك المقارنة بعد مضي خمس سنوات من بدأ تناول المجموعة الأولى لعقار ستاتين، كما واجريت المقارنة بين المجموعتين بعد مضي عشر سنوات لتناول المجموعة الأولى لعقار ستاتين فتبين وجود انخفاض بالوفيات للمجموعة المتناولة لعقار سيمفيستين بنسبة 15%.

## خلاصة الدراسة
أسفرت الدراسة عن أنه عند استخدام عقار  سيمفاستاتين كنوع من الوقاية الثانوية للاشخاص الذين يعانون من امراض الشرايين التاجية (CHD) وخاصة الحالات الأكثر خطورة من بينهم، فإن ذلك يقلل نسبة الوفيات فيما بينهم بنسبة 30%, كما وقد بينت الدراسة أن استخدام العقار يخفف من خطورة مرض القلب التاجي غير المميت وحوادث الأوعية الدموية القاتلة، وذلك دون زيادة نسبة الإصابة بالسرطانات.

## الاستجابات حول الدراسة
نشرت تجربت ال S4  في مجلة لانست (LANCT) في عام 1944 , وكان لها تأثير مباشر على الرأي الطبي (المجال الطبي), كما واعتبرت هذه الدراسة من العلامات والأوراق التاريخية الفارقة بين التجارب والدراسات العيادية  المتعددة المراكز اللاحقة وخاصة الكبيرة منها، ونتج عن هذا كله انتشار واسع لعقار سيمفاستاتين.
كما وتم استخدام بينات تجربة ال S4 لتقييم الفاعلية من استخدام عقار سيمفاستاتين في الوقاية الثانوية
```
.
```